# Onesimo Gordoncillo

Onesimo Gordoncillo

Onesimo Cadiz Gordoncillo (Jimalalud, 16 februari 1935 – Roxas City, 13 november 2013) was een Filipijnse rooms-katholieke geestelijke. Gordoncillo was van 1986 tot 2011 aartsbisschop van Capiz.

## Biografie
Onesimo Gordoncillo werd geboren op 16 februari 1935 in Jimalalud in de provincie Negros Oriental. Na het voltooien van de Jimalalud Central School in 1949 studeerde hij tot 1954 aan de Sacred Heart Seminary en tot 1961 aan het Central Seminary in Manilla. Op 18 maart 1961 werd Gordoncillo tot priester gewijd. Nadien was hij tot 1964 professor aan de St. Joseph Seminary in Dumaguete en parochie-assistent in het bisdom van Dumaguete. Aansluitend studeerde hij in de Verenigde Staten waar hij in 1965 zijn Master-diploma Guidance and Counselling behaalde aan de Mankato State University in Minnesota. Na terugkeer in de Filipijnen was Gordoncillo van 1966 tot 1969 rector van het St. Joseph Seminary en van 1969 tot 1972 priester in Dauin in de provincie Negros Oriental. Van 1972 tot 1974 was hij priester van het bisdom Dumaguete.
In 1974 werd Gordoncillo op 39-jarige leeftijd benoemd tot hulp-bisschop van het bisdom Dumaguete alsmede titulair bisschop van Gunugus. Twee jaar later, op 3 juli 1976, volgde een benoeming tot bisschop van het bisdom Tagbilaran. Op 18 juni 1986 werd hij benoemd als aartsbisschop van het Aartsbisdom Capiz. In november 2011 ging hij met pensioen, waarna hij als aartsbisschop werd opgevolgd door Jose Advincula. In 2013 overleed emeritus-aartsbisschop Gordoncillo op 78-jarige leeftijd in Roxas City.